# Frischeva medalja
Frischeva medalja je nagrada v ekonomiji, ki jo podeljuje Ekonometrična družba. Nagrada se podeljuje vsaki dve leti za empirično ali teoretično uporabne raziskave, objavljene v reviji Econometrica v zadnjih petih letih. Nagrada je bila poimenovana v čast Ragnarju Frischu, prvem soprejemniku Nobelove nagrade v ekonomiji in uredniku Econometrice od 1933 do 1954.
Po mnenju mnogih gre za pomembno znanstveno nagrado, ki nagrajuje kvalitetne znanstvene članke na področju ekonomije, je pa tudi med bolj prestižnimi nagradami, kar jih podeljuje znanstvena skupnost. Štirje nagrajenci so tudi prejemniki Nobelove nagrade za ekonomijo.

## Prejemniki
- 2016 – Benjamin Handel, Igal Hendel, and Michael Whinston for »Equilibria in Health Exchanges: Adverse Selection versus Reclassification Risk«. Econometrica. Zv. 83, št. 4. 2015. str. 1261–1313. doi:10.3982/ecta12480.
- 2014 – Flávio Cunha, James Heckman, and Susanne Schennach for »Estimating the Technology of Cognitive and Noncognitive Skill Formation«. Econometrica. Zv. 78, št. 3. Maj 2010. str. 883–931. doi:10.3982/ECTA6551.[4]
- 2012 – Joseph P. Kaboski and Robert M. Townsend for »A Structural Evaluation of a Large-Scale Quasi-Experimental Microfinance Initiative«. Econometrica. Zv. 79, št. 5. september 2011. str. 1357–1406. doi:10.3982/ECTA7079.{{navedi revijo}}:  Vzdrževanje CS1: samodejni prevod datuma (povezava)
- 2010 – Nicholas Bloom for »The Impact of Uncertainty Shocks«. Econometrica. Zv. 77, št. 3. Maj 2009. str. 623–685. doi:10.3982/ECTA6248.
- 2008 – David Card and Dean R. Hyslop for »Estimating the Effects of a Time-Limited Earnings Subsidy for Welfare-Leavers«. Econometrica. Zv. 73, št. 6. november 2005. str. 1723–1770. doi:10.1111/j.1468-0262.2005.00637.x.{{navedi revijo}}:  Vzdrževanje CS1: samodejni prevod datuma (povezava)
- 2006 – Fabien Postel-Vinay and Jean-Marc Robin for »Equilibrium Wage Dispersion with Worker and Employer Heterogeneity«. Econometrica. Zv. 70, št. 6. november 2002. str. 2295–2350. doi:10.1111/j.1468-0262.2002.00441.x. JSTOR 3081988.{{navedi revijo}}:  Vzdrževanje CS1: samodejni prevod datuma (povezava)
- 2004 – Jonathan Eaton and Samuel Kortum for »Technology, Geography, and Trade«. Econometrica. Zv. 70, št. 5. september 2002. str. 1741–1779. doi:10.1111/1468-0262.00352. JSTOR 3082019.{{navedi revijo}}:  Vzdrževanje CS1: samodejni prevod datuma (povezava)
- 2002 – Ricardo J. Caballero and Eduardo M.R.A. Engel for »Explaining Investment Dynamics in U.S. Manufacturing: A Generalized (S,s) Approach«. Econometrica. Zv. 67, št. 4. Julij 1999. str. 783–826. doi:10.1111/1468-0262.00053. JSTOR 2999458.
- 2000 – Richard Blundell, Alan S. Duncan, and Costas Meghir for »Estimating Labor Supply Responses Using Tax Reforms«. Econometrica. Zv. 66, št. 4. Julij 1998. str. 827–861. doi:10.2307/2999575. JSTOR 2999575.
- 1998 – Robert M. Townsend for »Risk and Insurance in Village India«. Econometrica. Zv. 62, št. 3. Maj 1994. str. 539–591. doi:10.2307/2951659. JSTOR 2951659.
- 1996 – Steven T. Berry for »Estimation of a Model of Entry in the Airline Industry«. Econometrica. Zv. 60, št. 4. Julij 1992. str. 889–917. doi:10.2307/2951571. JSTOR 2951571.
- 1994 – Larry G. Epstein and Stanley E. Zin for »Substitution, Risk Aversion, and the Temporal Behavior of Consumption and Asset Returns: A Theoretical Framework«. Econometrica. Zv. 57, št. 4. Julij 1989. str. 937–969. doi:10.2307/1913778. JSTOR 1913778.
- 1992 – John Rust for »Optimal Replacement of GMC Bus Engines: An Empirical Model of Harold Zurcher«. Econometrica. Zv. 55, št. 5. september 1987. str. 999–1033. doi:10.2307/1911259. JSTOR 1911259.{{navedi revijo}}:  Vzdrževanje CS1: samodejni prevod datuma (povezava)
- 1990 – David M. Newbery for »Road Damage Externalities and Road User Charges«. Econometrica. Zv. 56, št. 2. Marec 1988. str. 295–316. doi:10.2307/1911073. JSTOR 1911073.
- 1988 – Ariel Pakes for »Patents as Options: Some Estimates of the Value of Holding European Patent Stocks«. Econometrica. Zv. 54, št. 4. Julij 1986. str. 755–784. doi:10.2307/1912835. JSTOR 1912835.
- 1986 – Jeffrey A. Dubin and Daniel L. McFadden for »An Econometric Analysis of Residential Electric Appliance Holdings and Consumption«. Econometrica. Zv. 52, št. 2. Marec 1984. str. 345–362. doi:10.2307/1911493. JSTOR 1911493.
- 1984 – Lars Peter Hansen and Kenneth J. Singleton for »Generalized Instrumental Variables Estimation of Nonlinear Rational Expectations Models«. Econometrica. Zv. 50, št. 1. september 1982. str. 1269–1286. JSTOR 1911486.{{navedi revijo}}:  Vzdrževanje CS1: samodejni prevod datuma (povezava)
- 1982 – Orley Ashenfelter for »Unemployment as Disequilibrium in a Model of Aggregate Labor Supply«. Econometrica. Zv. 48, št. 3. april 1980. str. 547–564. doi:10.2307/1913122. JSTOR 1913122.{{navedi revijo}}:  Vzdrževanje CS1: samodejni prevod datuma (povezava)
- 1980 – Jerry A. Hausman and David A. Wise for »Attrition Bias in Experimental and Panel Data: The Gary Income Maintenance Experiment«. Econometrica. Zv. 47, št. 2. Marec 1979. str. 455–473. doi:10.2307/1914193. JSTOR 1914193.
- 1978 – Angus S. Deaton for »The Analysis of Consumer Demand in the United Kingdom, 1900–1970«. Econometrica. Zv. 42, št. 2. Marec 1974. str. 341–367. doi:10.2307/1911983. JSTOR 1911983.